# 4-й гвардейский механизированный корпус

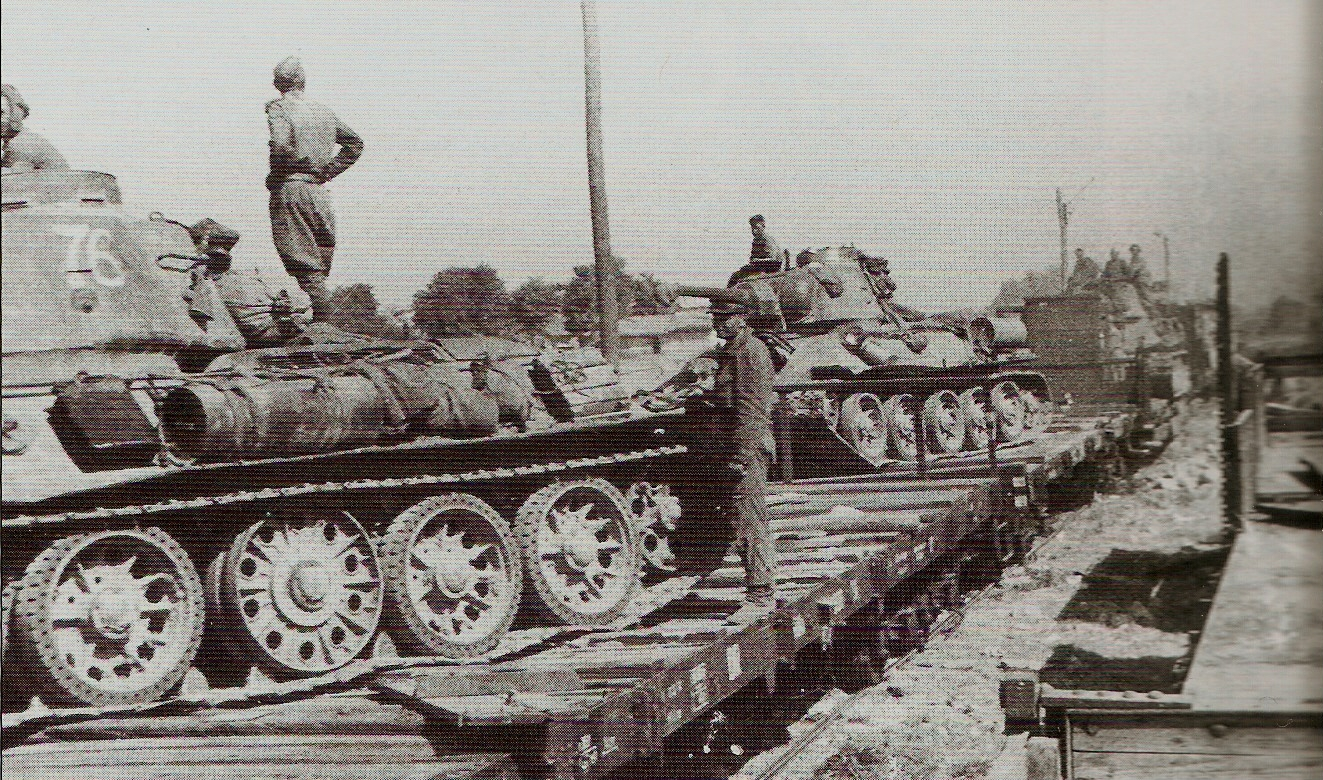
Танковая техника 4-го гвардейского мехкорпуса во время подготовке наступления в Румынии, 1944 год.

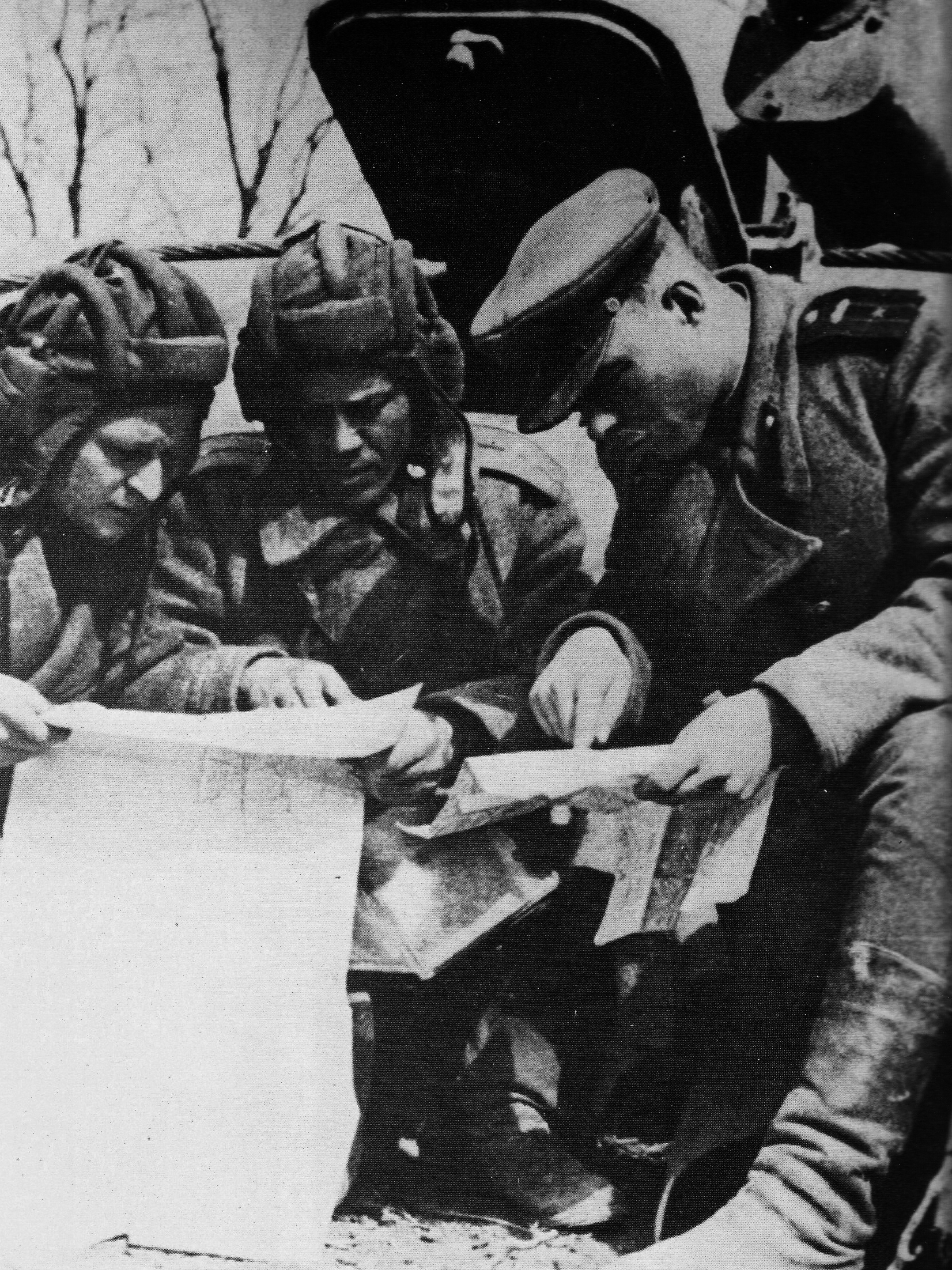
Уточнение боевой задачи, советские танкисты 4 гв.мк, Венгрия, октябрь 1944 года.

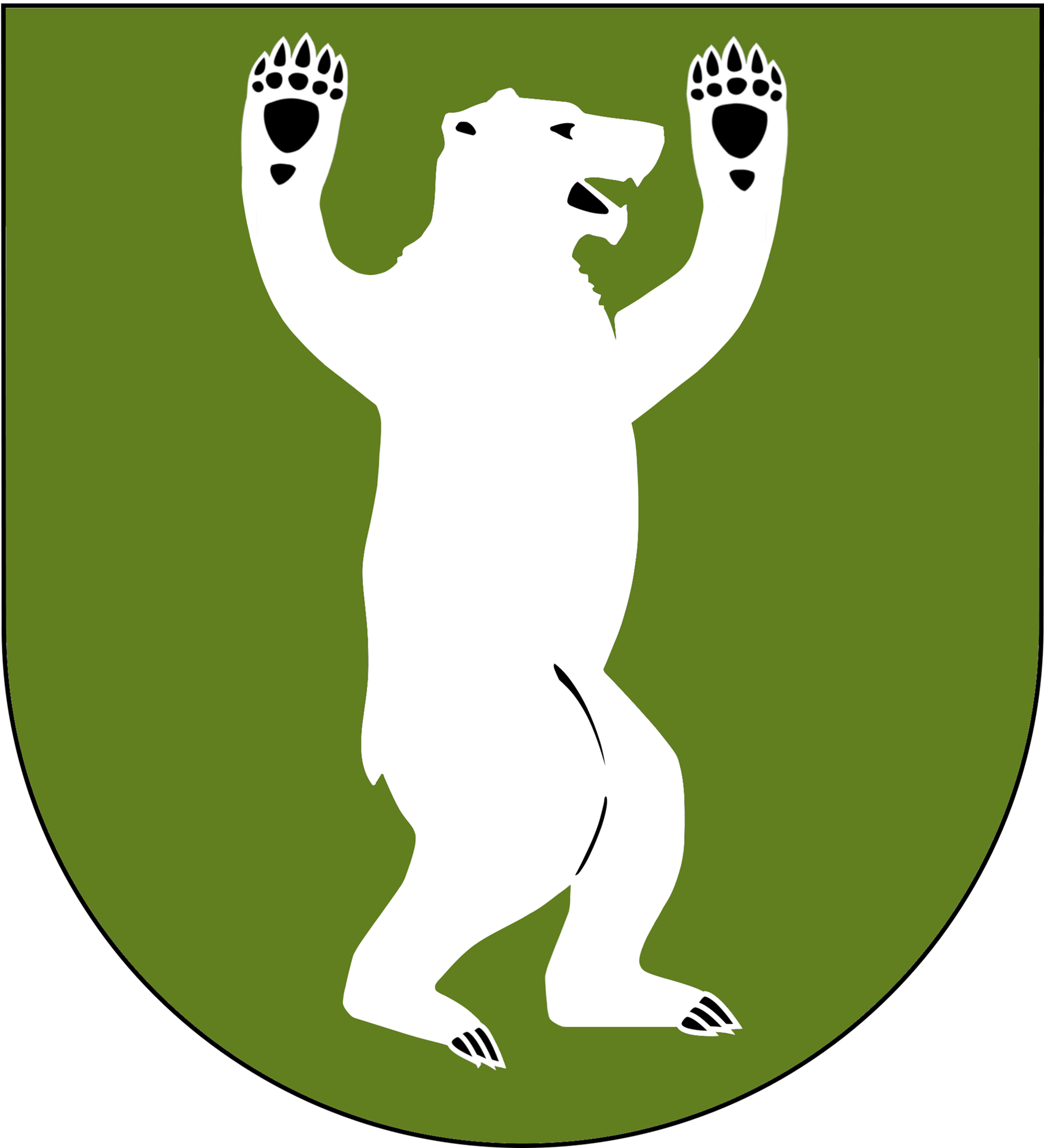
Символ 36-й гвардейской танковой бригады 4-го гвардейского механизированного корпуса.

4-й гвардейский механизированный корпус — гвардейское формирование (соединение, механизированный корпус) бронетанковых и механизированных войск (БТиМВ) РККА, в составе ВС СССР.
Сокращённое наименование — 4 гв. мк.

## История
Приказом НКО № 13, от 9.01.1943, 13-й танковый корпус, за мужество и героизм личного состава проявленные при освобождении Родины от оккупантов, был награждён почётным званием «Гвардейский», получил новый войсковой номер и был преобразован в 4-й гвардейский механизированный корпус. Соединениям и частям, входящим в состав корпуса, общевойсковые номера присвоены директивой Генштаба КА № 36196 от 18 января 1943 года.
С 29 января 1943 года по 13 февраля 1943 года корпус в боевых действиях не участвовал, находился в тылу где укомплектовывался пополнением, техникой и вооружением.
По штату корпус в своем составе (имея три механизированных бригады) после полного укомплектования должен был иметь более 13 тысяч человек личного состава и более 100 танков.
На 11.02.1943 корпус имел в строю 57 танков, однако три танковых полка находились на ст. Зимовники в ожидании получения танков Т-34 (по ЖБД 13 гв. мбр танки были получены).
С 14.02.1943 корпус находился в наступлении в Родионово-Несветайский районе.
17.02.1943 издан приказ по тылу корпуса 
В частях и соединениях корпуса отмечаются случаи поголовного расстрела военнопленных с мотивировкой незнания этапов их отправки. Приказываю:
1.Впредь расстреливать военнопленных запретить.
17.02.1943 в 14:50 Оперсводка штаба 4 МК — В течение дня сформировать отряд 15-20 танков с десантом пехоты и 15-20 автомашин с пехотой- овладеть Анастасиевкой. Выступление отряда задерживается подготовкой переправы через Миус.
19.02.1943 в 03:00 утра 4 гв. механизированный корпус в составе: 13 гв. мбр, 14 гв. мбр, 15 гв. мбр, 383 иптап совместно с подразделениями 12 гв. мбр 5-й гвардейский механизированный корпус, освободили с. Анастасиевка. В боях за освобождение Анастасиевки 4-й гвардейский механизированный корпус потерял два танка и семь бойцов мотопехоты. Взято трофеев: оружейно—артиллерийский склад до 800 винтовок, 4 пушки, 2 000 снарядов и около 96 000 патронов, 48 машин и 13 мотоциклов, продовольственные и вещевые склады. 
21.02.1943 116 танковый батальон под командованием капитана Герхарда Теббе с приданной 4 ротой 165 мотоциклетного батальона под командованием обер-лейтенанта Фрица Эйлера (16-я пехотная дивизия вермахта) во взаимодействии со 2 танковой ротой 503-й тяжёлый танковый батальон под командованием обер-лейтенанта Хальманна (в составе двух танков Тигр и восьми танков PzKpfw III) атаковали подразделения 4 гв. механизированного корпуса расположенные в районе с. Анастасиевка. По замыслу противника, 2 танковая рота 503 батальона тяжёлых танков атаковала Анастасиевку с севера, а 116 танковый батальон с приданной 4 ротой 165 мотоциклетного батальона атаковали село с восточной и юго-востока.
21 февраля 1943 сорок немецких танков и три батальона пехоты противника атаковали Анастасиевку, бой длился на протяжении семи часов. Противник потерял десять танков, из них девять безвозвратно. К этому времени в корпусе осталось семь боеспособных танков. 
22 февраля 1943 года части корпуса пошли на прорыв в Направлении Матвеев-Кургана .где попали в огневую засаду .На 12 часов 22 февраля 1943 по информации 4 гв.кк командир 4 гв.мк на одной машине прибыл в Матвеев-Курган без корпуса. По его словам корпус в количестве 200 машин сосредоточен западней выс. 105.7 Источник  Боевые донесения, оперсводки. Дата создания документа: 22.02.1943 г.Архив: ЦАМО, Фонд: 3470, Опись: 0000001, Дело: 0155, Лист начала документа в деле: 200 Авторы документа: 4 гв. кк, Валюшкин  (в реальности корпус уже третий час как ввел бой в окружении ) .
В воспоминаниях командира 116 танкового батальона 16 дивизии вермахта Г. Теббе записано:
22.02.1941 В 2 часа ночи поступила информация через штаб 29 корпуса, подполковника с. Кинле, что русские вырвутся из Анастасиевки и направятся на перекресток к северу от Петро-Георгиевска.
Теббе в воспоминаниях указывает:
На 18:00 22.02.1943 частями 16 моторизованной дивизии вермахта в этот день захвачено: 360 военнослужащих РККА из них 21 офицер.
По ОБД на 22.02.1943 в описанном районе попали в плен из офицерского состава 4 гв. мк и 12 гв.мбр:
- управление 4 гв. мк:
  - начальник артиллерии корпуса гвардии подполковник Чиликин В. Ф., гвардии подполковник Стекунов Д. Н., гвардии майор Громов С. С., гвардии майор Лапочкин М. М., гвардии старший лейтенант Карпов В.П., гвардии техник-интендант 1 ранга Лоскутов И.А
- 13 гв. мбр:
  - подполковник Виноградов А. А., капитан Бадера Д. В., старший лейтенант Вацуро В. Д., старший лейтенант Дмитриев П. И., старший лейтенант Исаев М. М., лейтенант Короткин М. К., лейтенант Кударов Д. Т., младший лейтенант Ленивцев. С. С., младший лейтенант Рыжков В. П., лейтенант Филиппов А. В., воентехник Статкевич Н.С, гвардии майор Иванов М.И., гвардии капитан Котов К. П., гвардии старший лейтенант Лебедев А. И., гвардии лейтенант Алехин М. Я., гвардии младший лейтенант Власов М. Ф., гвардии младший лейтенант Бинчев М. С.
- 14 гв.мбр:
  - гвардии старший лейтенант Фролов П. А., гвардии лейтенант Фатеев А.П, гвардии лейтенант Евдокимов И.
- 15 гв. мбр:
  - гвардии капитан Бугров В. А., гвардии капитан Сперанский Н. В., воентехник 2 ранга Королев А. П., гвардии лейтенант Жерновой Р. П., гвардии лейтенант Корниенко Ф. Ф., гвардии лейтенант Кодаш А. К., младший лейтенант Кузнецов П. М., гвардии младший лейтенант Бабешко Н. В.
- 12 гв. мбр.:
  - старший лейтенант Скоматин В. В., интендант 2 ранга Коротков А. М., младший лейтенант Шалигин П.М, лейтенант Субботенко П.М, лейтенант Падюкин А.А, Фатнев Н. А., гвардии лейтенант Храпач В. А., гв. лейтенант Герасименко В. П.
- 383 иптап:
  - старший лейтенант Калинин Н. П., лейтенант Беккер. Л., лейтенант Станиславчук И.

23 февраля 1943 года при прорыве из с. Анастасиевка корпус понёс большие потери, в прорыв пошло 14 танков, 130 машин и 1 450 человек, вышло 4 танка, 30 машин и 400 человек.
Корпус особенно отличился в ходе Белградской стратегической наступательной операции (28 сентября — 20 октября 1944 года). 9 октября 1944 года 160 танков соединения стали выдвигаться форсированным маршем из Видина (Северо-Западная Болгария) к плацдармам на Мораве. 11 октября корпус закончил марш и сосредоточился в районе Паланка—Петровац—Табаловац, откуда утром 12 октября перешёл в наступление на Тополу—Младеновац—Белград. Ранним утром 14 октября 1944 танки корпуса прорвались к южному предместью Белграда. Семидневное сражение за столицу Югославии носило исключительно ожесточённый характер. Последний бой танкисты провели 20 октября 1944 года в крепости Калемегдан над Дунаем: к полуночи Белград был полностью освобождён от гитлеровцев.

### В составе действующей армии
В составе действующей армии в период с 9 января 1943 года по 15 апреля 1945 года.

### После войны
В июне 1945 года в связи с демобилизацией СССР на базе 4-го гвардейского механизированного корпуса, с сохранением почётного звания, наименования и присвоенных орденов была сформирована 4-я гвардейская механизированная дивизия (4-я гв. мехд). До 1948 года дивизия дислоцировалась в Болгарии, позже выведена в УССР и включена в состав Киевского военного округа (штаб в г. Ворошиловград). 4 июня 1957 года она была переформирована в 63-ю гвардейскую мотострелковую дивизию (63 мсд). 6 февраля 1965 года переформирована в 4-ю гвардейскую мотострелковую дивизию (4-ю мсд) Киевского ВО. В 1980 году переброшена в Термез в состав Туркестанского военного округа. В 1989 году расформирована.

## Полное наименование
Полное действительное наименование, по окончании войны — 4-й гвардейский механизированный Сталинградский Краснознамённый, орденов Суворова и Кутузова корпус

## Состав
- управление корпуса
- 13-я гвардейская механизированная Новобугская Краснознамённая бригада[13] (бывшая 17-я механизированная бригада). Командир — гв. полковник Троценко Яков Иванович[14]

- 14-я гвардейская механизированная Нижнеднепровская Краснознамённая ордена Кутузова бригада[15] (бывшая 61-я механизированная бригада)
- 15-я гвардейская механизированная Новобугско-Белградская Краснознамённая бригада[13][16] (бывшая 62-я механизированная бригада)
- 36-я гвардейская танковая Нижнеднепровская Краснознамённая орденов Суворова, Кутузова бригада[15]
- 292-й гвардейский самоходно-артиллерийский Новобугский ордена Богдана Хмельницкого полк[13]
- 352-й гвардейский самоходно-артиллерийский Нижнеднестровский полк[17]
- 527-й миномётный ордена Кутузова полк. Командир — подполковник Григорьев Александр Иванович[18]
- 1512-й истребительно-противотанковый артиллерийский Белградский полк[16]
- 740-й зенитный артиллерийский Бургасский ордена Богдана Хмельницкого полк[19]. Командир — подполковник Шишов Михаил Иванович[20]
- 129-й отдельный гвардейский миномётный дивизион
- 748-й отдельный истребительно-противотанковый артиллерийский дивизион
- 62-й отдельный мотоциклетный Варненский[19] батальон

Части управления корпуса:
- 46-й отдельный гвардейский ордена Красной Звезды батальон связи, с 11.04.1943
- 138-й отдельный сапёрный Одесский ордена Богдана Хмельницкого батальон
- 181-й отдельный ремонтно-восстановительный батальон (31.12.1944 — переформирован в 549-ю ПТРБ и 550-ю ПАРБ)
- 549-я полевая танкоремонтная база, с 31.12.1944
- 550-я полевая авторемонтная база, с 31.12.1944
- 200-я отдельная рота химической защиты
- 5-я отдельная гвардейская инженерно-минная рота (с 11.01.1943 по 01.02.1943 — именовалась отдельной инженерно-минной ротой)
- 123-я отдельная автотранспортная рота подвоза ГСМ
- 6-е авиационное звено связи, с 31.03.1943
- 163-й полевой автохлебозавод, с 08.06.1943
- 1182-я полевая касса Госбанка, 14.03.1943
- 2122-я военно-почтовая станция, с 10.01.1943Перечень № 4 Управлений корпусов, входивших в состав действующей армии в годы Великой Отечественной войны 1941—1945 гг. / Покровский А. П. — М.: Министерство обороны, 1956. — 151 с.

4-я гвардейская мотострелковая Сталинградская Краснознамённая, орденов Суворова и Кутузова дивизия (4-я гв. мсд) в составе:
- управление (г. Термез);
- 365-й гвардейский мотострелковый Нижнеднепровский Краснознамённый, ордена Кутузова полк (г. Термез);
- 367-й гвардейский мотострелковый Новобугский, Краснознамённый полк (г. Термез);
- 1213-й мотострелковый полк (г. Термез);
- 304-й гвардейский танковый Нижнеднепровский Краснознамённый, орденов Суворова и Кутузова полк (г. Термез);
- 837-й артиллерийский полк (г. Термез);
- 1168-й зенитный ракетный полк (г. Термез);
- 837-й отдельный ракетный дивизион (г. Термез);
- 62-й отдельный разведывательный батальон (г. Термез);
- отдельный противотанковый дивизион (г. Термез);
- 138-й отдельный инженерно-сапёрный батальон (г. Термез);
- 331-й отдельный ремонтно-восстановительный батальон (г. Термез);
- 46-й отдельный гвардейский батальон связи (г. Термез);
- отдельный батальон материального обеспечения (г. Термез);
- отдельный медицинский батальон (г. Термез);
- отдельная рота химической защиты (г. Термез);
- ОВКР (г. Термез).[12]

## Командование корпуса

### Командиры корпуса
- гвардии генерал-майор танковых войск, гвардии генерал-лейтенант танковых войск Танасчишин Трофим Иванович (с 9.01.1943 по 31.03.1944), погиб 31.03.1944 — ОБД;
- гвардии генерал-майор танковых войск, гвардии генерал-лейтенант танковых войск Жданов Владимир Иванович (с 31.03.1944 по 06.1946)

### Начальники штаба корпуса
- гвардии полковник, гвардии генерал-майор танковых войск Жданов Владимир Иванович (с 9.01.1943 по 31.03.1944)
- гвардии полковник Чиж Владимир Филиппович (с 18.05.1944 по 06.1945)

### Заместитель командира по политической части
- гвардии полковой комиссар, гвардии полковник Бичеров, Александр Андреевич (с 09.01.1943 по 19.01.1943)
- гвардии подполковник Марченко, Гавриил Гавриилович (с 19.01.1943 по 22.02.1943)
- гвардии полковник Матюшин, Николай Иванович (с 24.03.1943 по 16.06.1943)

### Начальники политотдела
с июня 1943 года — он же заместитель командира по политической части
- гвардии подполковник, гвардии полковник Николаев, Иван Николаевич (с 01.03.1943 по 16.06.1943);
- гвардии полковник Матюшин, Николай Иванович (с 16.06.1943 по 02.08.1943);
- гвардии полковник Козлов, Иван Николаевич (с 02.08.1943 по 26.04.1944);
- гвардии полковник Костылев, Александр Михайлович (с 26.04.1944 по 22.09.1944);
- гвардии полковник Болдырев, Валериан Абрамович (с 28.09.1944 по 06.10.1944);
- гвардии полковник Подпоринов, Иван Алексеевич (с 06.10.1944 по 20.09.1945)[21]

### Зам. командира по артиллерии
- гвардии подполковник Махлин, Симон Иудович (на 30.12.1944)[22]

## Вышестоящие воинские части
| Дата            | Фронт (округ)        | Армия                          |
| --------------- | -------------------- | ------------------------------ |
| 01.02.1943 года | Юго-Западный фронт   | 51-я армия                     |
| 01.03.1943 года | Южный фронт          | 2-я гвардейская армия          |
| 01.04.1943 года | Южный фронт          |                                |
| 01.08.1943 года | Южный фронт          | 2-я гвардейская армия          |
| 01.11.1943 года | 4-й Украинский фронт |                                |
| 01.01.1944 года | 4-й Украинский фронт | 3-я гвардейская армия          |
| 01.02.1944 года | 3-й Украинский фронт |                                |
| 01.11.1944 года | 2-й Украинский фронт |                                |
| 01.01.1945 года | 2-й Украинский фронт | 6-я гвардейская танковая армия |
| 01.02.1945 года | 2-й Украинский фронт |                                |
| 01.05.1945 года | Резерв Ставки ВГК    |                                |

## Награды и наименования
| Награда (звание, наименование, орден)  | Дата награждения                                                    | За что награжден |
| -------------------------------------- | ------------------------------------------------------------------- | --- |
| Почётное звание Гвардейский            | Приказ Народного комиссара обороны СССР № 13 от 9 январь 1943 года  | при преобразовании |
| Почётное наименование «Сталинградский» | Приказ Народного комиссара обороны СССР № 42 от 27 января 1943 года | За особое отличие в боях за Отечество с немецкими захватчиками |
| орден Красного Знамени                 | Указ Президиума Верховного Совета СССР от 13 февраля 1944 года      | За образцовое выполнение боевых заданий командования в боях с немецкими захватчиками у нижнего течения Днепра и за освобождение городов Никополя и Апостолово и проявленные при этом доблесть и мужество          |
| орден Суворова II степени              | Указ Президиума Верховного Совета СССР от 20 апреля 1944 года       | За образцовое выполнение боевых заданий командования в боях с немецкими захватчиками при освобождении города Одессы и проявленные при этом доблесть и мужество                                                    |
| орден Кутузова II степени              | Указ Президиума Верховного Совета СССР от 9 сентября 1944 года      | За образцовое выполнение боевых заданий командования в боях с немецкими захватчиками при прорыве обороны противника южнее города Бендеры, за овладение городом Кишинёв и проявленные при этом доблесть и мужество |

Сайт "Танковый фронт 1939—1945 Все о бронетанковых частях и танкистах Второй Мировой

Награды частей управления корпуса:
- 46-й отдельный гвардейский ордена Красной Звезды[26] батальон связи
- 138-й отдельный сапёрный Одесский[27] ордена Богдана Хмельницкого[28] батальон

## Отличившиеся воины
За подвиги в годы Великой Отечественной войны свыше 16 тысяч воинов были награждены орденами и медалями, 19 из них было присвоено звание «Герой Советского Союза».
| Награда | Ф. И.О                          | Должность                                                                                                 | Звание                    | Дата награждения                                                              | Примечания                       |
| ------- | ------------------------------- | --- | ------------------------- | ----------------------------------------------------------------------------- | -------------------------------- |
|         | Андреянов, Василий Дмитриевич   | механик-водитель танка Т-34 37-го гвардейского танкового полка 15-й гвардейской механизированной бригады. | гвардии старший сержант   | 24 марта 1945 года                                                            |                                  |
|         | Батурин, Николай Павлович       | командир взвода средних танков 2-го танкового батальона 36-й гвардейской танковой бригады.                | гвардии лейтенант         | 24 марта 1945 года                                                            |                                  |
|         | Борисов, Иван Фёдорович         | командир танка Т-34 1-го танкового батальона 36-й гвардейской танковой бригады.                           | гвардии младший лейтенант | 28 апреля 1945 года                                                           |                                  |
|         | Гребенников, Борис Иванович     | командир среднего танка 1-го танкового батальона 36-й гвардейской танковой бригады.                       | гвардии младший лейтенант | 13 сентября 1944 года                                                         | Погиб в бою 8 марта 1944 года    |
|         | Депутатов, Иван Степанович      | командир танка Т-34 1-го танкового батальона 36-й гвардейской танковой бригады.                           | гвардии младший лейтенант | 28 апреля 1945 года                                                           |                                  |
|         | Дьяченко, Михаил Петрович       | старшина пулемётной роты мотострелкового батальона 14-й гвардейской механизированной бригады.             | гвардии старшина          | Указ Президиума ВС СССР от 15 мая 1946 года награждён Орденом Славы I степени |                                  |
|         | Ерошин, Александр Матвеевич     | командир танка Т-34 37-го гвардейского танкового полка 15-й гвардейской механизированной бригады.         | гвардии лейтенант         | 28 апреля 1943 года                                                           |                                  |
|         | Жданов, Владимир Иванович       | командир корпуса.                                                                                         | гвардии генерал-майор     | 13 сентября 1944 года                                                         |                                  |
|         | Логинов, Леонид Семёнович       | механик-водитель танка Т-34 1-го танкового батальона 36-й гвардейской танковой бригады.                   | гвардии сержант           | 28 апреля 1945 года                                                           |                                  |
|         | Марунов, Анатолий Павлович      | механик-водитель танка Т-34 1-го танкового батальона 36-й гвардейской танковой бригады.                   | гвардии старший сержант   | 28 апреля 1945 года                                                           |                                  |
|         | Налимов, Григорий Сергеевич     | механик-водитель танка Т-34-85 1-го танкового батальона 36-й гвардейской танковой бригады.                | гвардии старший сержант   | 28 апреля 1945 года                                                           | Погиб в бою 20 февраля 1945 года |
|         | Нехаев, Михаил Константинович   | командир орудия танка Т-34-85 1-го танкового батальона 36-й гвардейской танковой бригады.                 | гвардии сержант           | 28 апреля 1945 года                                                           |                                  |
|         | Писаренко, Павел Трофимович     | командир орудия среднего танка 1-го танкового батальона 36-й гвардейской танковой бригады.                | гвардии сержант           | 28 апреля 1945 года                                                           |                                  |
|         | Смирнов, Клавдий Константинович | командир отделения 62-го отдельного мотоциклетного батальона.                                             | сержант                   | 19 марта 1944 года                                                            | посмертно                        |
|         | Судоргин, Андрей Павлович       | командир пулемётного отделения 1-го мотострелкового батальона 15-й гвардейской механизированной бригады.  | гвардии старшина          | 24 марта 1945 года                                                            |                                  |
|         | Толстов, Валентин Яковлевич     | командир орудия среднего танка 1-го танкового батальона 36-й гвардейской танковой бригады.                | гвардии старший сержант   | 28 апреля 1945 года                                                           |                                  |
|         | Третьяков, Николай Николаевич   | командир среднего танка 1-го танкового батальона 36-й гвардейской танковой бригады.                       | гвардии младший лейтенант | 24 марта 1945 года                                                            |                                  |
|         | Тулупов, Константин Павлович    | командир танка Т-34-85 1-го танкового батальона 36-й гвардейской танковой бригады.                        | гвардии лейтенант         | 28 апреля 1945 года                                                           | Умер от ран 22 февраля 1945 года |
|         | Унчибаев, Джаксымбек Тлеуович   | помощник командира разведывательного взвода 36-й гвардейской танковой бригады.                            | гвардии старшина          | Указ Президиума ВС СССР от 15 мая 1946 года награждён Орденом Славы I степени |                                  |

За отличие в боях за столицу Югославии город Белград 214 воинов корпуса были награждены югославским орденами, а командир корпуса Герой Советского Союза гвардии генерал-лейтенант танковых войск В. И. Жданов был удостоен звания Народный Герой Югославии.

## Память
- Музей 4-го Гвардейского Сталинградского Краснознамённого орденов Суворова и Кутузова механизированного корпуса создан в Московской школе ГБОУ СОШ № 402[31]